# Ruy López de Villalobos
|  | Per a altres significats, vegeu «Ruy López». |

Ruy López de Villalobos (Màlaga, Espanya, 1500 - illa d'Amboina, 1546) va ser un gentilhome que va explorar les Filipines i va tractar, sense èxit, de colonitzar i establir una ruta comercial viable amb els territoris espanyols a Amèrica. És conegut perquè va ser la seva expedició la que va donar nom a les illes "Filipines" en honor de Felip II de Castella, llavors príncep, de qui prenen la seva denominació actual.

## Precedents de l'expedició
Els descobriments i interessos polític-econòmics dels imperis portuguès i espanyol els havien portat a traçar un repartiment d'esferes d'influència amb vista a exploracions, conquestes i explotació econòmica dels territoris que anaven veient la llum en els mapes europeus. Aquest primer tractat es coneix com a Tractat de Tordesillas (1494). Posteriorment, quan Magalhães va fer la primera volta al món descobrint noves terres (les Filipines), els monarques d'ambdós estats es van veure obligats a completar el repartiment, ja que el Tractat de Tordesillas situava només la vessant atlàntica del meridià, la part que pertocava a Amèrica, faltava delimitar on quedava les Filipines i les Moluques respecte de l'altre vessant. Aquest nou tractat, que completava l'anterior, va ser el Tractat de Saragossa (1529).

## Motivacions econòmiques i implicacions polítiques de l'expedició
No obstant això, l'exploració de Magalhães havia donat lloc a la troballa de noves terres que Carles V ambicionava: les illes Filipines. Aquest conjunt d'illes no era encara conegut amb aquest nom, sinó que Magalhães les havia batejat com "illes de Ponent" o "arxipèlag de Sant Llàtzer".
La possessió d'una base territorial en aquesta zona era un suculent mos comercial, ja que permetia accedir al comerç amb Xina i Japó. A més, estava l'accés a les espècies (clau, canyella, pebre...), tremendament cotitzades en l'Europa del segle xvi. Hem de tenir en compte que aquest comerç havia estat fins aquell moment monopoli dels portuguesos, que s'havien enriquit gràcies a ell.
El problema per Carles V era que pel Tractat de Saragossa, Espanya havia reconegut l'esfera d'influència portuguesa i la seva possessió de les illes Moluques, grans productores d'espècies. Les Filipines es trobaven en una situació límit pel que fa al tractat fa, de manera que es van donar severes instruccions a López de Villalobos perquè es limités a tractar d'explorar i colonitzar Filipines evitant els territoris portuguesos.

## Expedició (1542-1543)
En 1541, López de Villalobos va ser comissionat per Antonio de Mendoza, primer virrei de la Nova Espanya, per encapçalar una expedició cap a les Índies Orientals a la recerca de noves rutes comercials. Va partir l'expedició del port mexicà de Barra de Navidad a 1542 a bord de quatre vaixells.
En 1542, mentre explorava noves rutes a l'oceà Pacífic, Ruy López de Villalobos va redescobrir l'illa d'Innocents a l'arxipèlag de Revillagigedo, i li va canviar el nom a "Illa anublada". Actualment se la coneix com a San Benedicto.
En 1543 va descobrir l'illa de Palau, que va pertànyer a Espanya fins a 1899, quan va ser venuda a Alemanya juntament amb la resta de les illes Carolines.
El 1543 la flota va tocar la costa sud de l'illa de Luzón (Filipines), on van fondejar per un curt temps. D'allà van partir més a l'orient fins a arribar a les illes de Samar i Leyte (Filipines) i les van nomenar "Les Illes Filipines". A causa de l'hostilitat dels nadius, la fam i un vaixell que es va arruïnar per un accident de navegació, l'expedició va ser obligada a abandonar els assentaments que havia aixecat a les Filipines i donar per acabat el viatge d'exploració.
Buscar refugi a les illes Moluques, que eren domini portuguès. Després d'algunes escaramusses van ser presos presos, Villalobos va morir pres a 1546 a l'illa d'Amboina. La resta de la tripulació va aconseguir escapar i tornar a la Nova Espanya. Juntament amb ell van morir a Amboina altres tretze espanyols malalts d'una malaltia tropical.
En el seu llit de mort va ser atès pel jesuïta Francesc de Jaso (Sant Francesc Xavier) que es trobava aleshores en viatge d'evangelització a les Moluques sota la protecció del Rei de Portugal, i com Nunci del Papa a Àsia.